# Pokémon Dash
Pokémon Dash est un jeu vidéo de course dans l'univers Pokémon, sorti sur Nintendo DS en 2004.
Le joueur y incarne uniquement Pikachu.
En branchant sa cartouche Pokémon Émeraude dans le port Game Boy Advance, il est possible de débloquer des circuits spéciaux et d'accéder aux Pokémon de son équipe que l'on avait dans le jeu sur GBA.